# Stenandrium chameranthemoideum
Stenandrium chameranthemoideum är en akantusväxtart som beskrevs av Oerst.. Stenandrium chameranthemoideum ingår i släktet Stenandrium och familjen akantusväxter. Inga underarter finns listade i Catalogue of Life.